# Виенна (Иллинойс)
Виенна (англ.  Vienna) — город в США в округе Джонсон штата Иллинойс. Административный центр округа Джонсон.

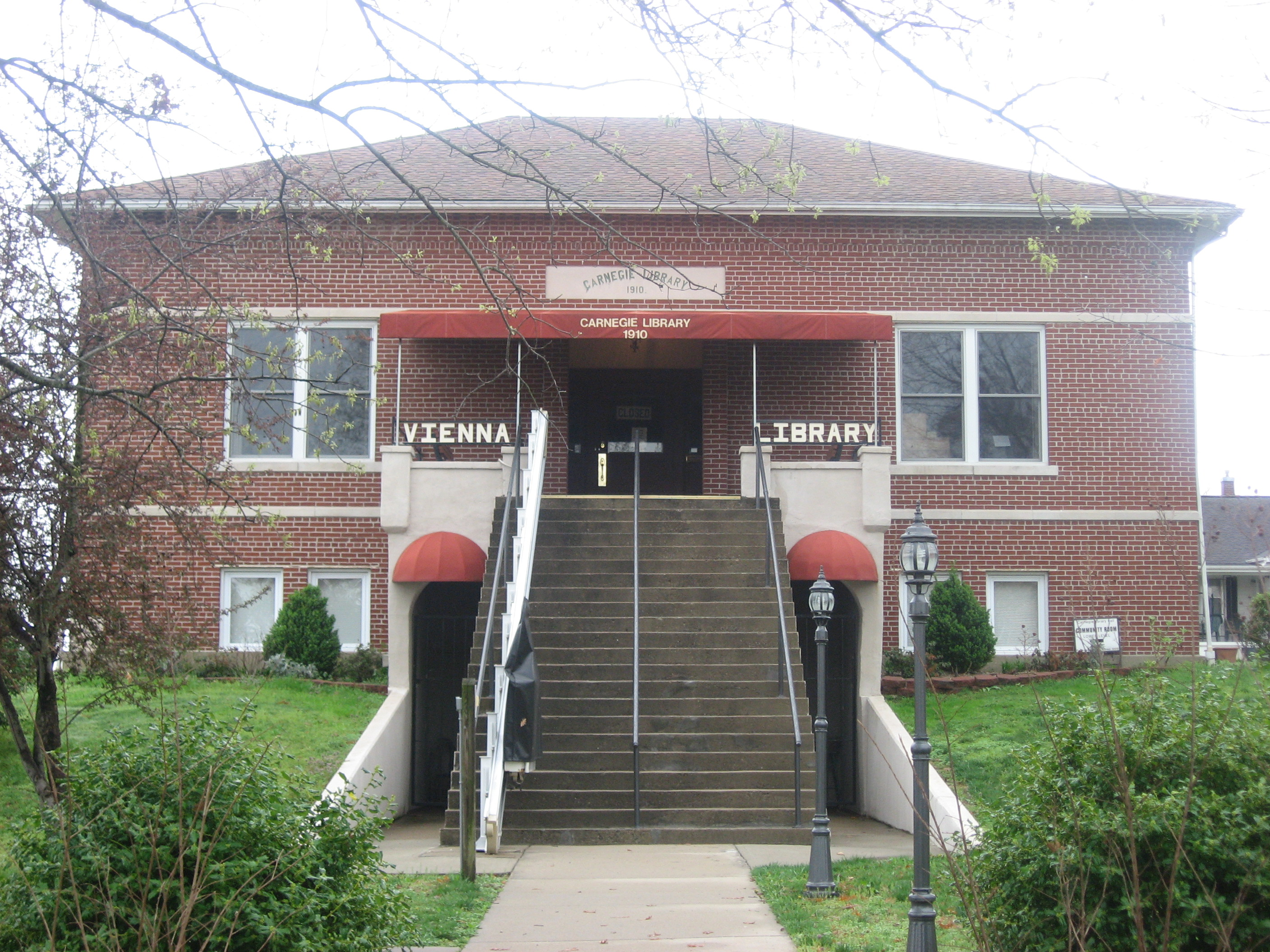
Публичная библиотека

Расположен в южной части штата Иллинойс в 16 милях к северу от реки Огайо, которая образует границу с штатом Кентукки. Река Миссисипи, отделяющая Иллинойс от штата Миссури, находится в 51 км к западу. Граница со штатом Индиана проходит в 70 милях к северо-востоку.
Занимает площадь 7,442 км². Высота над уровнем моря — 123 м.

## Население
| Год  | Численность | Численность |
| ---- | ----------- | ----------- |
| 2010 | 1434        | [ 2 ] [ 4 ] |
| 2020 | 1343        | [ 3 ]       |

Население города составляло 1343 человека (2020). Плотность населения — 224 чел/км².

## Демография
Согласно переписи 2010 года, в Виенне проживало 1434 человека. Плотность населения составляла 239 чел/км². По статистике в каждом из 656 домохозяйств города проживало 2,11 человека.
Расовый состав населения: 95,2 % белых, 1,1 % афроамериканцев, 0,1 % (два человека) коренных американцев, 0,3 % азиатов и 1,3 % представителей других рас; 1,9 % происходили из двух или более этнических групп. Независимо от этнической принадлежности, 3,8 % населения составляли латиноамериканцы или латиноамериканцы.
23,0 % населения были моложе 18 лет, 51,8 % — в возрасте от 18 до 64 лет и 25,2 % — в возрасте 65 лет и старше. 56,8 % населения составляли женщины.
Средний годовой доход домохозяйства составлял $24 118. Доход на душу населения составлял $15 887 . За чертой бедности жили 32,3 % жителей.